# Oceán (přírodní rezervace)
Oceán je přírodní rezervace, která byla vyhlášena v roce 1969. Nachází se v Karlovarském kraji, okrese Karlovy Vary u obcí Merklín, Nejdek a Pernink. Předmětem ochrany je téměř neporušený ekosystém horského vrchoviště, včetně okrajových rašelinných a podmáčených smrčin s charakteristickými druhy flóry a fauny.

## Přírodní poměry
Rezervace se nachází v západní části Krušných hor v Klínovecké hornatině přibližně 4,5 km severovýchodně od Nejdku, 2,5 km jižně od Perninku. Území rezervace se rozprostírá na bočním hřebeni, zakončeném na jihovýchodním okraji horou Vlčinec (973 m n. m.). Podloží v širším okolí tvoří složité pásmo budované různými druhy krystalických břidlic. Z něj vystupují žuly karlovarského plutonu, pokryté z velké části rašeliništi. Celé území spadá do povodí řeky Ohře. Rašeliništěm probíhá rozvodnice Rolavy a Bystřice. Obě horské říčky se později vlévají do Ohře. Vegetační období trvá jen po tři letní měsíce, v září přicházejí první mrazíky a vyskytují se ještě v květnu, výjimečně i v červenci a srpnu. Průměrné roční množství srážek je vysoké a činí přibližně 1000 mm. Počet dní se srážkami je zde 190 až 225 dní. Značný podíl srážek padá ve formě sněhu. Vlhký ráz podnebí zesilují hojné mlhy.

### Flóra a fauna

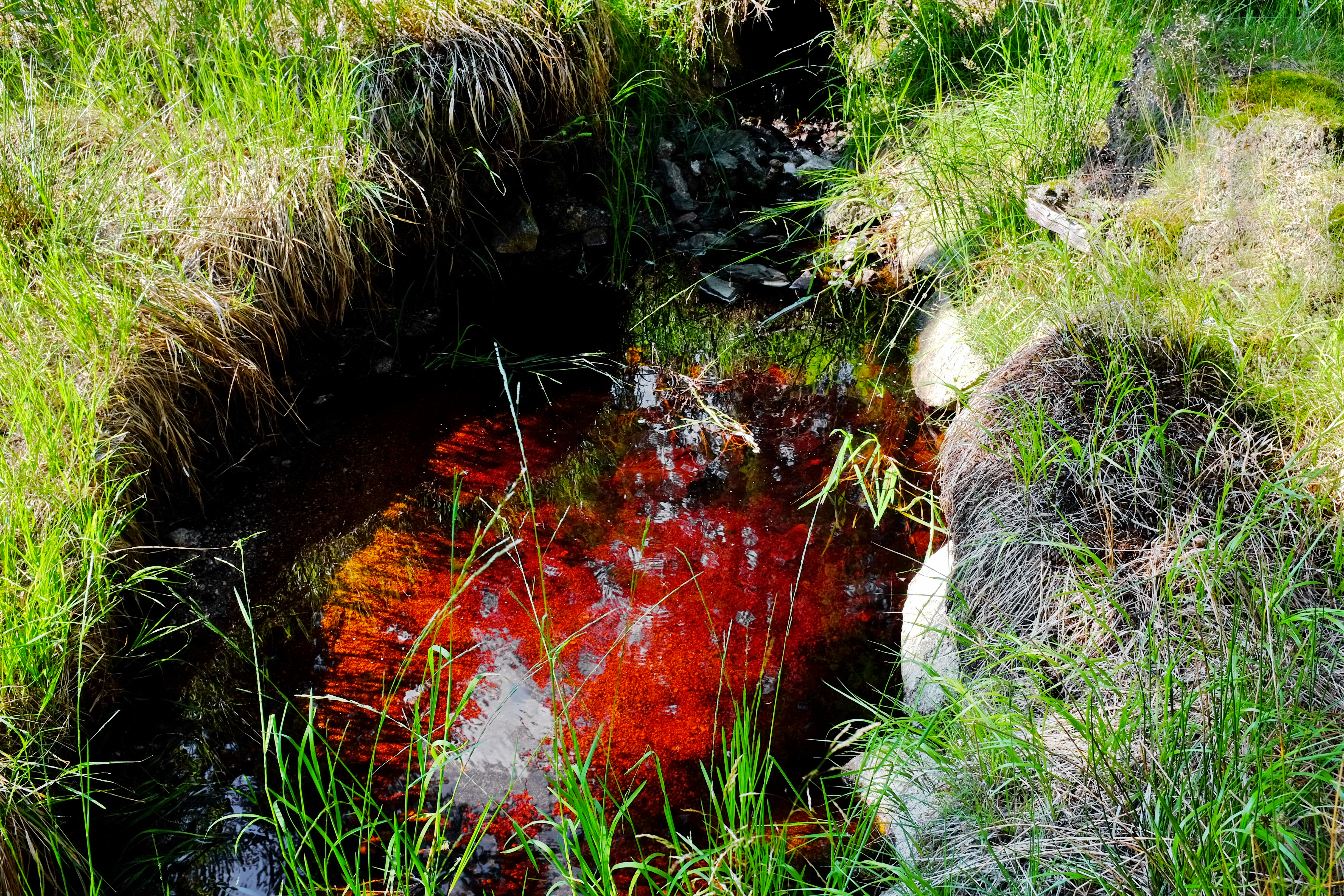
Tůňka v přírodní rezervaci Oceán

Vegetace na území rezervace je tvořena komplexem rašeliništních společenstev, typických pro dobře vyvinutá horské vrchoviště a vrchovištní jezírka. Charakteristickou vegetaci tvoří v území borovice rašelinná (Pinus x pseudopumilio). Její podíl v dřevinné skladbě činí okolo 95%. Borovice blatka (Pinus rotundata) se zde nevyskytuje. Okrajové porosty tvoří podmáčené smrčiny. Podružné jsou porosty břízy pýřité (Betula pubescens) a břízy bělokoré (Betula pendula). Většina porostů si zachovala přirozený charakter, jen v jižní části byly porosty narušené historickou těžbou rašeliny, tzv. borkováním a po celém obvodu pak melioracemi. Vliv těžby rašeliny je již takřka neznatelný, zůstává jen nepřirozený morfologický tvar. Na místě těžby již rostou kvalitní smrčiny.

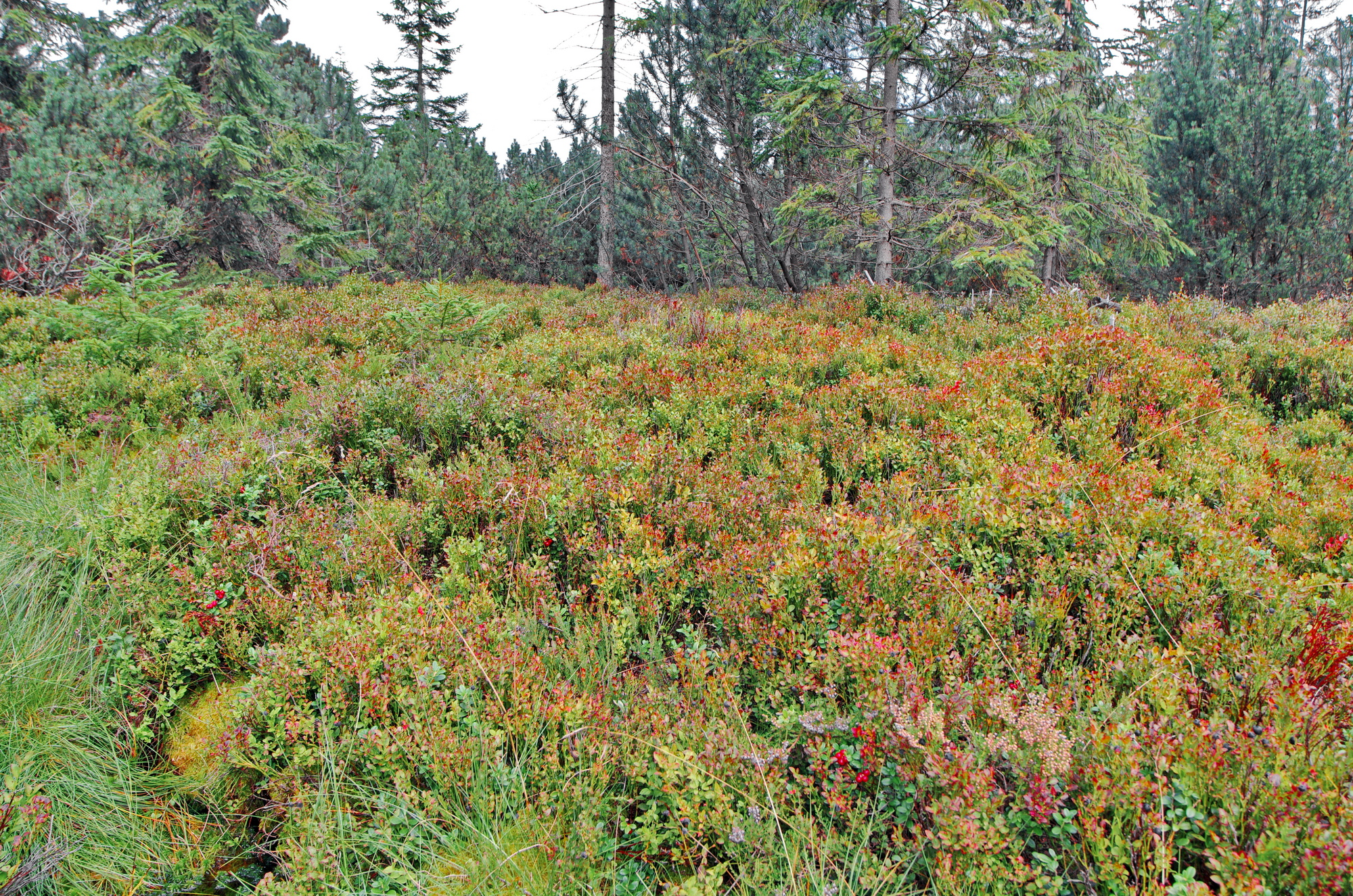
Bohaté porosty borůvčí a brusinčí

Ze zvláště chráněných druhů rostlin zde rostou na březích jezírek rosnatka okrouhlolistá (Drosera rotundifolia) a ostřice bažinná (Carex limosa), v celém vrchovišti hojně šicha černá (Empetrum nigrum), klikva bahenní (Oxycoccus palustris) a vzácněji kyhanka sivolistá (Andromeda polyfolia). Z dalších rostlin se zde nacházejí bohaté keříčkové porosty brusnice brusinky (Vaccinium vitis-idaea), brusnice borůvky (Vaccinium myrtillus), vlochyně bažinné (Vaccinium uliginosum), vřesu obecného (Calluna vulgaris). Kromě keříčků se uplatňují šáchorovité rostliny suchopýr pochvatý (Eriophorum vaginatum), suchopýr úzkolistý (Eriophorum angustifolium), ostřice obecná (Carex nigra) a dále pak černýš luční (Melampym pratense). Významné je mechové patro s rašeliníky (Sphagnum). Tento biotop je minimálně dotčen lidskou činností a v tomto druhovém složení je omezen pouze na rašeliniště Krušných hor, Šumavy a Slavkovského lesa.
Z chráněných druhů živočichů zde žije početná populace tetřívka obecného (Tetrao tetrix) a ještěrky živorodé (Zooteca vivipara). U tetřívka je pravděpodobné i jeho hnízdění. Nejhojnějšími savci na území rezervace jsou hraboš mokřadní (Microtus agrestis) a myšice lesní (Apodemus flavicollis). Hnízdí zde budníček větší (Phylloscopus trochilus), čečetka zimní (Carduelis flammea) a křivka obecná (Loxia curvirostra).

## Přístup
Okraj území je přístupný po lesní pěšině, která odbočuje z červeně značené turistické stezky z Perninku k Dračí skále (953 m n. m.). Dračí skála, vzdálená přibližně 200 m od severního okraje rezervace, je jedním z nejvýraznějších přírodních odkryvů komplexu krušnohorské žuly. Přes 100 m dlouhá a 10 m vysoká skalní hradba vznikla v důsledku mrazového zvětrávání odkrytého skalního masivu na kterém se nachází rezervace Oceán.